# (75) Евридика
(75) Евридика (на старогръцки: Εὐρυδίκη; 75 Eurydike) е астероид от астероидния главен пояс, открит на 22 септември 1862 г. от немско-американския астроном Кристиан Хайнрих Фридрих Петерс (1813 – 1890).
Астероидът е наречен на Евридика, съпругата на Орфей от гръцката митология.